# Jenna Blum
Jenna Blum (1970) è una scrittrice statunitense.

## Biografia
Ha pubblicato il suo primo racconto, The Legacy of Frank Finklestein, all'età di sedici anni. Nel 1986 il racconto vinse il primo premio del "Seventeen Magazine's National Fiction Contest".
Da allora ha pubblicato racconti sulle maggiori riviste letterarie americane: Faultline, The Kenyon Review, The Bellingham Review, Glamour, Mademoiselle.
Il suo romanzo di esordio, Quelli che ci salvarono (Those Who Save Us), è stato pubblicato in copertina rigida da Harcourt nel 2004 e in edizione economica nel 2005. Estratti del romanzo sono apparsi su Meridian, Prairie Schooner, e la Briar Cliff Review, che ha pubblicato due capitoli del libro, l'ha nominata per il "Pushcart Prize".
Nel 2005 la rivista Hadassah Magazine ha pubblicato un estratto di Quelli che ci salvarono e Jenna Blum, giudicata da Elie Wiesel, ha ricevuto l'"Harold U. Ribalow Prize" per i romanzi sulla storia e la cultura ebraica.
Il secondo romanzo di Jenna Blum, The Stormchasers (Cacciatori di Tempeste) è stato pubblicato nel 2010 dall'editore Dutton/Penguin. Il romanzo fa di lei una delle "Oprah Winfrey's Top 30 Women Writers".